# 토냐 케이

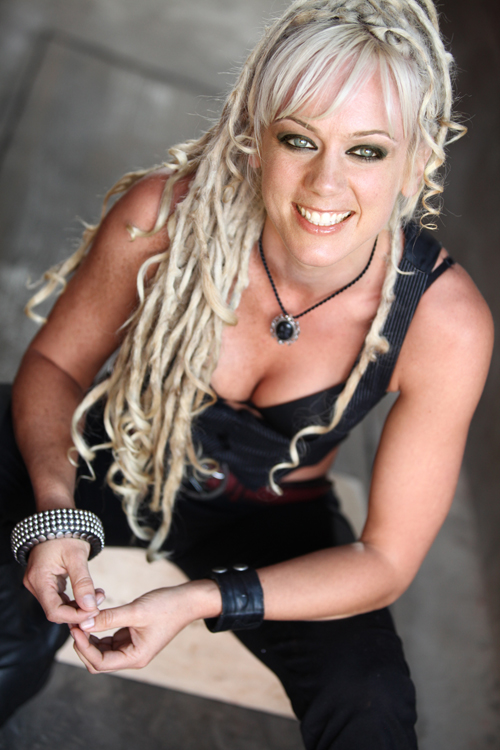

토냐 케이(Tonya Kay)는 미국의 배우, 댄서, 텔레비전 배우, 영화배우이다.
미시간주에서 태어났다.

## 영화
- 디-레일드 (2018년)
- 파라다이스 클럽 (2016년)
- 초능력자 제레미 (2016년)
- 도살장 (2015년) - 레이첼 역
- 나이트메어 코드 (2014년)
- 벗 위드 어 위스퍼 (2013년)
- 데스 팩토리 (2013년)
- 에이리언 스페이스 (2013년) - 플라워 역
- 머더맨 (2011년)
- 볼드 네이티브 (2010년)
- 엉클 나이젤 (2010년)
- 크리미널 마인드 5 (2009년) - 타라 패리스 역
- 더 씽스 위 캐리 (2009년)
- 글리 시즌1 (2009년)
- 클로저 투 데스 (2003년)